# X-Men Legends II: Rise of Apocalypse
X-Men Legends II: Rise of Apocalypse comúnmente también es abreviado cómo, (XLII)  es un videojuego de rol de acción y aventuras desarrollado principalmente por Raven Software y publicado por Activision. Es la continuación del videojuego de 2004 X-Men Legends. Primero fue lanzado en septiembre de 2005 para las plataformas de GameCube y Xbox, Microsoft Windows, N-Gage, PlayStation 2, y PlayStation Portable. La historia se desarrolla después de los eventos ocurridos en X-Men Legends y cuenta con el supervillano mutante, Apocalipsis como el antagonista principal.
El juego fue muy bien recibido por los medios de comunicación. Todas las plataformas mantienen las puntuaciones y agregados muy buenas, calificaciones del videojuego fueron como las de GameRanking que le dio un 80/85% y Metacritic le dio la misma puntuación. Los Críticos consideraron que la inclusión del juego en línea, poderes, mutantes adicionales y un mayor reparto hizo el juego una mejorara respecto a su predecesor. Algunos críticos criticaron la voz del juego y consideraban que el juego era repetitivo.

## Sinopsis

### Ambientación
X-Men Legends II: Rise of Apocalypse no está establecido en ningún universo de Marvel Comics en particular. El juego tiene lugar algún tiempo después de los sucesos de X-Men Legends. El supervillano mutante Apocalipsis, habiendo presenciado la derrota de Magneto por los X-Men remotamente, declara que la Era de Apocalipsis está cerca. Antes de la campaña del juego, secuestra al Profesor X y a Polaris para propósitos desconocidos. Las localizaciones incluyen una prisión militar en Groenlandia, el santuario mutante ficticio de Genosha, la Tierra Salvaje y Egipto.

### Historia
El juego comienza con los X-Men y la Hermandad de Mutantes uniendo fuerzas para salvar al Profesor X y Polaris. Cíclope, Tormenta, y Wolverine se reúnen con Magneto, Mística, y Dientes de Sable en un puesto de prisión militar en Groenlandia para liberar al Profesor X. Al liberarlo, los equipos se trasladan al paraíso mutante ficticio de Genosha. Encuentran la isla devastada por las fuerzas de Apocalipsis, y trabajan a través de los escombros y averiguan lo que estaba buscando. Ellos descubren que Quicksilver fue secuestrado por Apocalipsis, que también secuestra a Bestia de la Mansión X. Bestia logra apuntar al equipo en la dirección de la Tierra Salvaje, un terreno secreto prehistórico en la Antártida.
Los equipos se abren camino a través de la Tierra Salvaje, impidiendo temporalmente los planes de Apocalipsis. Apocalipsis luego viaja para conquistar Nueva York. Los equipos trabajan en sabotear su ejército y recursos, pero Emma Frost y Ángel son secuestrados también. Ángel es transformado involuntariamente por Apocalipsis y Mister Siniestro en Arcángel, un Jinete de Apocalipsis. Se le asigna como un vigía a la torre de Apocalipsis. Los equipos derrotan a Arcángel y se infiltran en la torre donde encuentran a Bestia, ahora bajo el control de Mr. Siniestro; él secuestra a Dientes de Sable y escapa con Apocalipsis y Míster Siniestro a Egipto.
Ellos descubren que el plan de Apocalipsis es utilizar a Polaris, Mercurio, Emma Frost, y Dientes de Sable—cuatro mutantes con lo que se refiere a ADN Armónico—como parte de una máquina para alimentar un experimento que le conceda enormes cantidades de poder. Los equipos siguen a Apocalipsis a Egipto, donde derrotan a Mr. Siniestro, liberando a Bestia de su control. Después de superar al guardia final, el Monolito Viviente, los equipos luchan con Apocalipsis y lo derrotan robándole los poderes de su máquina. En la escena final, Magneto y el Profesor X parten una vez más como adversarios, señalando que Apocalipsis fue derrotado pero no destruido. Bestia reflexiona sobre por qué la máquina no funcionaba correctamente, preguntándose si el sabotaje era un factor. A medida que el Jet-X se va volando, Siniestro es visto en lo alto de la pirámide, riendo, dando a entender que él saboteó la máquina.

### Personajes
Varios personajes jugables regresan de X-Men Legends,(1) y selectos miembros de la Hermandad de Mutantes también son jugables. Algunos personajes no jugables de los X-Men y la Hermandad aparecen durante los niveles. En algunos casos, el diálogo a través del juego puede ser específico de personaje-a-personaje, dependiendo de la alineación del personaje del jugador y la relación con el personaje no jugador.
| Personajes jugables                         | Personajes jugables                        | Personajes jugables                                                    | Personajes jugables                                           | Personajes jugables                                         |
| ------------------------------------------- | ------------------------------------------ | ---------------------------------------------------------------------- | ------------------------------------------------------------- | ----------------------------------------------------------- |
| - Bishop - Coloso - Cíclope(2)              | - Gambito - Hombre de Hielo - Jean Grey    | - Juggernaut(2) - Magneto(2) - Nightcrawler                            | - Rogue - Bruja Escarlata - Tormenta(2)                       | - Fuego Solar - Sapo - Wolverine(2)                         |
| Personajes desbloqueables                   | Exclusivos para PSP                        | Exclusivos para PSP                                                    | Exclusivos para PC                                            | Exclusivos para N-Gage                                      |
| - Deadpool - Iron Man - Profesor X          | - Cable - Bala de Cañón                    | - Fénix Oscura - X-Man                                                 | - Pyro - Dientes de Sable                                     | - Bestia                                                    |
| Villanos                                    |                                            |                                                                        |                                                               |                                                             |
| - Abismo - Apocalipsis - Arcángel - Bastión | - Bestia(1) - Deadpool - Garokk - Grizzly  | - Holocausto - Lady Deathstrike - Monolito Viviente - Mikhail Rasputin | - Mr. Siniestro - Omega Rojo - Sauron - Hombre de Azúcar      | - Cuclillos de Stepford - Dyscordia - Zealot                |
| Otros personajes                            |                                            |                                                                        |                                                               |                                                             |
| - Banshee - Blink - Blob - Destino          | - Emma Frost(1) - Forge - Guardián - Havok | - Ka-Zar - Kitty Pryde - Moira MacTaggert - Mystique                   | - Quicksilver - Dientes de Sable - Nick Fury - Polaris - Pyro | - Sebastian Shaw - Selene - Shanna la Diablesa - Vindicator |

(1)Júbilo, Magma, y Psylocke no aparecen en X-Men Legends II. Bestia y Emma Frost aparecen, pero no son jugables.

(2)Jugable en la versión móvil del juego

## Desarrollo y comercialización

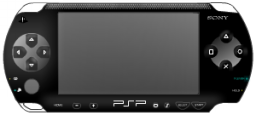
El PSP fue la plataforma donde más se compró el juego

X-Men Legends II: Rise de Apocalypse fue anunciado el 21 de octubre de 2004, exactamente un mes después del lanzamiento de X-Men Legends.  Fue mostrado en el E3 y en la San Diego Cómic-Con en 2005. Fue lanzado en Norteamérica y el 20 de septiembre de 2005 para las plataformas de Gamecube, PlayStation 2, Xbox y Windows.  La versión de PlayStation Portable fue lanzada aproximadamente un mes después, el 19 de octubre del mismo ahí. Además fue el primer videojuego lanzado para la plataforma portátil de N-Gage el 31 de octubre de 2005.  Una versión de teléfono móvil fue lanzada el 19 de diciembre de 2005. Una demo jugable fue lanzado para la versión de Windows el 3 de noviembre de 2005.
Dan Vondrak, el líder del proyecto en una desarrollo una parcela de X-Men Legends II Desarrollado por Raven Software e intentó ampliar la escala del juego anterior. Como tal, los personajes recibieron poderes adicionales para elegir. También se hicieron diversas ubicaciones.Sus palabras fueron: "Intentamos crear los entornos más exóticos y orgánicos". Las ubicaciones abarcan desde sitios de ficción cómo el Refugio Mutante de Genosha, a la selva de Marvel Cómics, conocida como la Tierra Salvaje, y lugares reales como los antiguos templos de Egipto."
Raven Software ha colaborado directamente con Marvel para escribir la historia del juego.Un grupo de escritores de Marvel ex responsables de la historia del juego anterior, no participaron. La música fue compuesta por Gregor Narholz. Aspectos de la jugabilidad y la historia se ajustaron para asegurarse de que cuatro jugadores puedan jugar continuamente, mientras que en el juego anterior algunas misiones se limitaron a un jugador. La cinemática CGI fue creada por Blur Studios, que más tarde crearía animaciones para juegos tales como Marvel: Ultimate Alliance  y Star Wars: The Force Unleashed II.
Vicarious desarrollo el motor del juego que impulsa a XLII y su predecesor. También fueron responsables de la versión de PlayStation Portable del juego. Karthik Bala, de CEO de Vicarious Visions sintió fuertemente que la versión PSP debía tener el mismo sistema de juego de las consolas. "Uno de nuestros principales objetivos fue realmente traer la profundidad y detalle del juego de las otras consolas a la PSP". Se agregaron cuatro nuevos personajes exclusivos para la versión PSP junto con nueve nuevas misiones. El sistema de control tuvo que ser modificado para acomodar menos botones del PSP. El sistema de Juego en línea está disponible en la PSP, tanto en los modos AD e infraestructura. Bullet declaró que era una prioridad para su equipo. Los Supervillan Studios fue traídos al proyecto para centrarse en el componente en línea del juego. Beenox había portado X-Men Legends II para Microsoft Windows.

## Juego

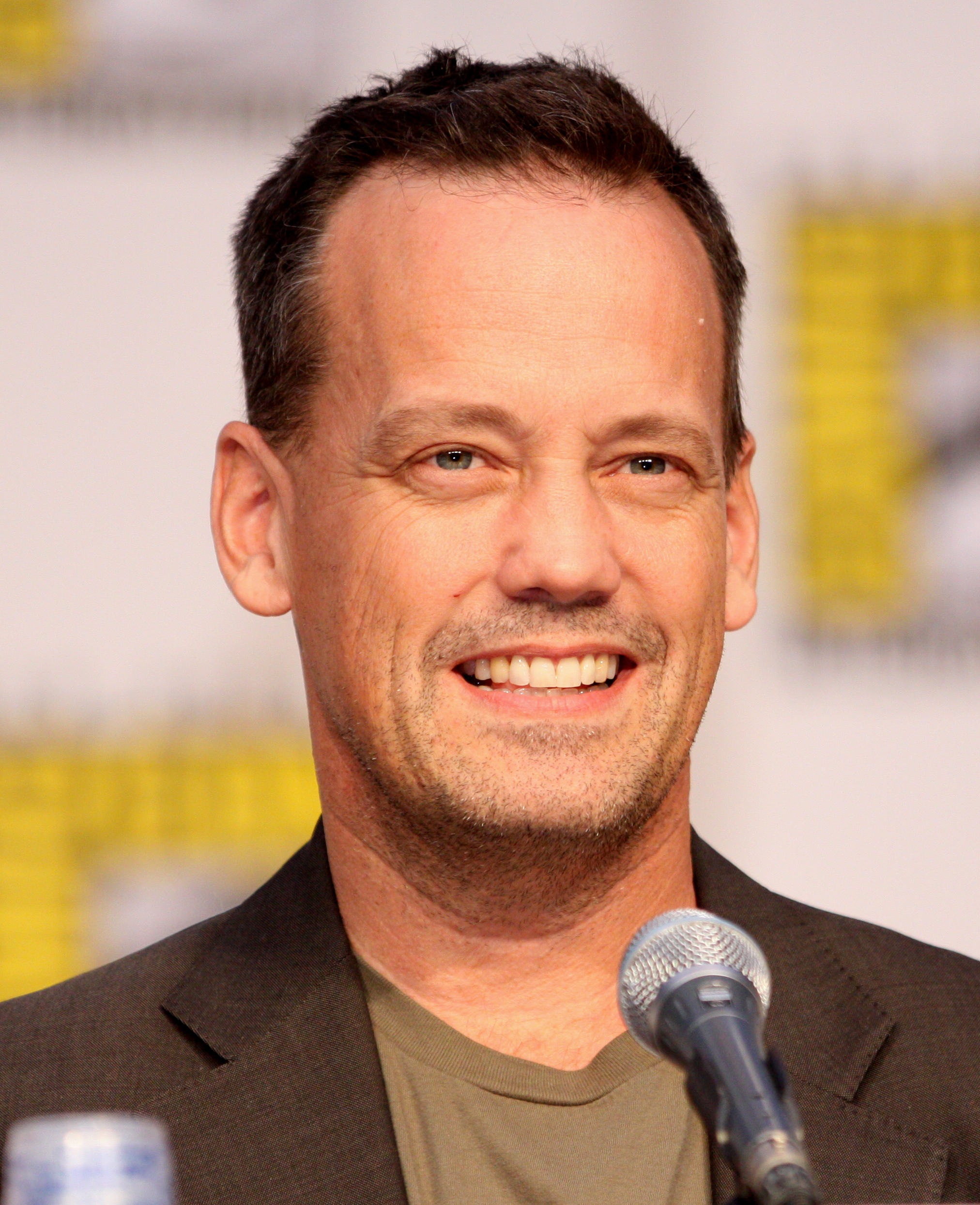
Dee Bradley, un impulsor del juego

X-Men Legends II es un juego de rol de acción. Los jugadores pueden elegir un equipo, seleccionado losmpersonajes disponibles, y pueden ser hasta 4 personajes. Como el jugador proceda a través del juego puede ir debloqueando personajes. En ciertas versiones del juego hasta cuatro jugadores pueden jugar cooperativamente, con la capacidad de agregar o quitar jugadores en cualquier momento. El juego también incluye el modo juego en línea, donde se pueden participar hasta cuatro jugadores, por primera vez en la serie. Además Se introdujeron nuevos personajes, de los X-Men además de que etsan disponibles los personajes de la Hermandad de los Mutantes, El juego incluye un modo de juego plus que permite a los jugadores jugar a través del juego una segunda vez conservando todas las estadísticas de los personajes.
Conforme el personaje gana puntos de experiencia, los jugadores pueden actualizar sus cuatro principales potencias y otras habilidades únicas a ese personaje. Los Elementos encontrados durante el juego también pueden ser equipados para mejorar las habilidades del personaje. Los personajes pueden combinar ataques para crear un combo, en el cual dos o más jugadores pueden perforar o patear a un único enemigo al mismo tiempo.Las habilidades especiales del personaje también pueden utilizarse de la misma manera para crear a un Super Combo. En X-Men Legends los personajes se limitaron a cuatro poderes de núcleo, sin embargo en X-Men Legends II cada personaje tiene varios poderes que los jugadores pueden asignar a los personajes. El juego también incluye un modo de escaramuza, que permite a los jugadores luchar contra oleadas de enemigos controlados por la computadora.
A diferencia de X-Men Legends, Aquí se introduce a Apocalypse, y además los jugadores tienen un solo núcleo central de salud, que les permite hacer mejoras a su personaje. En cambio el concentrador s basa en la ley actual del juego. Aquí los jugadores también pueden ver la seccionde galerías, y de arte, escenas cinemáticas, cómics, y cubiertas adquiridas durante el juego.Las biografías de los X-Men y sus enemigos pueden ser accesibles mediante equipos que se encuentran en la mansión. Los jugadores pueden participar en un juego de trivia de X-Men, qué te da recompensas y puntos cuando haces respuestas correctas. Además, los jugadores pueden acceder la Sala de peligro del equipo para jugar misiones de desafío desbloqueables durante el juego. La versión móvil del juego es principalmente es un beat em up con elementos de rol. A diferencia de las otras consolas de juego, el medidor de salud es un desplazador lateral en el mismo sentido igual que el Juego de 1992. Hay cinco personajes seleccionables, y el juego retiene la capacidad de actualizar los personajes a través de puntos de experiencia ganados. Los jugadores pueden controlan un personaje a la vez y pueden cambiar a otro personaje.

## Recepción
X-Men Legends II: Rise of Apocalypse fue muy bien recibido por los críticos. Todas las plataformas mantienen los agregados, y puntuaciones en el rango de 80/85% en revisión encontrada en los sitios Web de GameRankings y Metacritic. Según el Grupo NPD, el juego vendió más de 63.000 unidades en la Xbox durante el mes de su lanzamiento.
Los críticos de GameTrailers le dio al juego un 8 de 10. El criticó afirmó que no le gustaba que varios personajes famosos X-Men y personajes de hermandad no eran jugables, pero que aparecía el juego solo porque hay muy buenos personajes secundarios. También citaron los problemas con el doblaje y que tenía una historia enrevesada. La inclusión de otros poderes de mutantes y juego en línea fueron puntos de alabanza. El crítico también señaló que elementos visuales del juego han mejorado enormemente, citando los efectos, ambientes y escenas cinemáticas como algunas de las mejoras mejor producidas.  el crítico también señaló el las atemorizantes y dio al juego 4 de 5 estrellas. El alabó los entornos destructibles y los personajes emitidos, pero sentía que el juego carece de variación. A diferencia de la crítica y GameTrailers G4 en la que el crítico elogió la historia. VideoGamer.com dio al juego una puntuación ligeramente inferior de 7 sobre 10. El crítico observó que el juego cooperativo es fuerte, y que además el jugar en línea "abre el juego hasta una gama más amplia de personas.
PALGN con su crítico Jeremy Jastrzab estimaron que los menús del juego eran enrevesados y difíciles de navegar y también consideró que el juego comenzó a arrastrarlo hasta el final de la historia. También reconoció que "atendió a los fanes de X-Men y si puede recopilar a los otros tres, iban a tener un gran momento. Greg Mueller de GameSpot dio una calificación de 8.1 de 10. Elogió el gran elenco del juego y los personajes, entornos destructibles y contenido desbloqueable, pero sentía que la interfaz de usuario era torpe. Mueller también consideró que el juego y su contenido cargado, era de demasiada frecuencia. GamesRadar con su crítico Raymond Padilla tenía quejas similares sobre la frecuencia y duración de los tiempos de carga del juego. También sentía que los gráficos del juego sintieron fechados. Padilla elogió la adición de juego en línea y el sistema de actualización automático. El juego fue dado una clasificación de Tom Byron de 1UP.com. Byron elogió a varios aspectos del juego y sentía que en medio de la The Incredible Hulk: Ultimate destruction, y las versiones de juego de Ultimate Spider-Man  y Cuatro fantásticos  en el 2005 X-Men Legends II fue el mejor lanzamiento de Marvel de ese año.
El éxito de la serie X-Men Legends llevó Raven Software, Marvel y Activision el crear el videojuego Marvel: Ultimate Alliance, que fue lanzado en varias consolas,y dispositivos portátiles y Microsoft Windows en 2007. Barking Lizards, Vicarious Visions y Beenox manejaron los puertos para diferentes plataformas.  Marvel: Ultimate Alliance fue seguido por Marvel: Ultimate Alliance 2, desarrollado en conjunto por Vicarious Visions, N-Space y Savage Entertainment. Marvel Ultimate Alliance 2 fue lanzado en varias consolas y ordenadores de mano en el otoño de 2009. Vicarious Visions desarrollo las versiones de PS3 y Xbox 360, mientras N-Space desarrolló las versiones de Nintendo DS, PSP y Wii. Savage Entertainment portado la versión desarrollada por N-Space para la PSP.